# Мухаммад ат-Таки
Абу Джафар Муха́ммад ибн Али́ аль-Кураши (араб. محمد بن علی التقي الجواد‎; 811, Медина — 835, Багдад) — девятый имам шиитов-двунадесятников. Известен также под титулами имам ат-Таки и имам аль-Джавад.
Он был имамом на протяжении 17 лет и принял мученическую смерть в возрасте 25 лет. Среди шиитских имамов он был самым молодым имамом на момент своей шахады. После смерти его отца ряд сподвижников имама Риды усомнились в его имамате из-за юного возраста.

## Биография
Мухаммад ибн Али родился 8 апреля 811 года. Его отцом был 8-й шиитский имам Али ибн Муса ар-Рида, а мать звали Хайзаран. Он был ребёнком, когда его отец умер и принял имамат в возрасте восьми лет.
Халиф аль-Мамун пригласил Мухаммад ат-Таки из Медины в Багдад и хотел, чтобы он женился на его дочери, Уммуль-Фазаля. Несмотря на попытки некоторых Аббасидов предотвратить этот брак, они всё же поженились. После 8 лет жизни в Багдаде ат-Таки с женой вернулся в Медину. В Медине его отношения с женой стали напряженными, а после смерти аль-Мамуна в 833 г. их состояние ухудшилось. Новый халиф аль-Мутасим видел в Мухаммаде ат-Таки политического противника. В 835 г. аль-Мутасим вызвал имама ат-Таки в Багдад. В Багдаде он прожил год, став известным богословом и популярным полемистом.
Мухаммада ибн Али умер 24 ноября 835 года в возрасте 26 лет. Относительно его смерти существуют различные версии. По мнению шиитских историков жена имама ат-Таки Уммуль-Фазаля умертвила его по приказу халифа аль-Мутасима. Мухаммад ат-Таки похоронен рядом с могилой своего деда Мусы аль-Казима в мечеть аль-Казимийя в Ираке. Эта мечеть является местом паломничества мусульман-шиитов.

### Дети
По словам шейха Муфида, у Имама Джавада было 4 ребенка по имени Али, Муса, Фатима и Имаме. Также говорят, что у имама были дочери по имени Хакима, Хадиджаи Умм Кульсум. В некоторых недавних источниках Умм Мухаммад и Зайнаб также упоминаются как дочери этого имама.

## Имамат
Мухаммад бин Али достиг имамата в 203 г. х., после мученической смерти имама Риды Период его имамата совпал с халифатом двух аббасидских халифов. Около 15 лет его имамат проходил при халифате Мамуна Аббаси (193–218 гг. хиджры) и 2 года — в халифате Мутасима Аббаси (218–227 гг. Хиджры). Период имамата Джаваду-ль-аиме длился 17 лет, и после его мученической смерти в 220 г.х. имамат был передан его сыну имаму Хади.

## Примечание
1. 1 2  Али-заде А. Мухаммад ибн Али // Исламский энциклопедический словарь — М.: Ансар, 2007.
2. ↑  Rizvi, Sayyid Muhammad, Islam: Faith, Practice & History, Ansariyan Publications, Qum, Iran.
3. 1 2  Ализаде А. А. Мухаммад ибн Али // Исламский энциклопедический словарь. — М. : Ансар, 2007. — ISBN 978-5-98443-025-8. (CC BY-SA 3.0)
4. ↑  Sheikh Muhammad ibn Nu’man al-Mufid, Kitab al-Irshad, p. 308, al-Haydari Press, Najaf 1963
5. 1 2  Муфид, Аль-Иршад, т. 2, стр. 295.
6. ↑  Ибн ШахрАшуб, Манкибу але Аби Талиб, т. 4, стр. 380; Табари, Далаилу-ль-имамия, стр. 398.
7. ↑  Махалати, Рияхину-ль-Шарийа, т. 4, стр. 316; Шейх Абас Куми, Мунтахиу-ль-Амаль, т. 2, стр. 232.
8. ↑  Табари, Далаилу-ль-имам, стр. 394.
9. ↑  Пишваи, Сире-е Пишвауан, стр. 530.
10. ↑  Муфид, Аль-Иршад, т. 2, стр. 273.